# Цзяньтань (станция метро)
«Цзяньтань» (англ. Jiantan; кит. 劍潭) — станция линии Даньшуй Тайбэйского метрополитена. Станция открыта 28 марта 1997 года в составе первого участка линии Даньшуй. Расположена между станциями «Шилинь» и «Юаньшань». Находится на территории района Шилинь в Тайбэе.

## Техническая характеристика
Станция «Цзяньтань» — эстакадная с островной платформой. На станции есть два выхода, оснащенные эскалаторами. Один выход оборудован лифтом для пожилых людей и инвалидов. 1 июля 2015 года на станции были установлены автоматические платформенные ворота.

## Близлежащие достопримечательности
Недалеко от станции располагаются ночной рынок Шилинь и парк спорта Байлин.